# ويليام ريفرز بيت
ويليام ريفرز بيت (بالإنجليزية: William Rivers Pitt)‏ هو صحفي أمريكي، ولد في 9 نوفمبر 1971.